# HNK Segesta Sisak
Hrvatski nogometni klub Segesta Sisak je hrvatski nogometni klub iz Siska. Osnovana 1906. godine, sisačka Stara dama najstariji je hrvatski nogometni klub koji se i dalje natječe pod istim imenom te u izvornom formatu. Domaće utakmice igra na Gradskom stadionu Sisak. 
FŠK Segesta osnovana je u lipnju 1906. te međuratno razdoblje 20. stoljeća provodi u nižim razinama nogometa Kraljevine Jugoslavije. Dolaskom komunističke vlasti 1945. klub se preimenuje u SD Naprijed Sisak, ali sredinom sezone 1952. vraća se izvorno ime. U SFR Jugoslaviji provodi većinu vremena u trećem stupnju, s kratkim razdobljima u drugoj razini. 
Osamostaljenjem Republike Hrvatske postaje prvoligaš te ulazi u zlatno doba. Stara dama provodi 5 sezona u najelitnijem stupnju te dolazi do finala UEFA Intertoto kupa 1996. Sezone 1996./97. nakon doigravanja ispada u 2. HNL te se više nikad nije vratila u najviši stupanj. U sezoni 2024./25. se natječe u Drugoj nogometnoj ligi, 3. razini hrvatskog nogometa.

## Povijest

### Nogomet u Hrvatskoj
Prvi povijesni dokumenti o počecima igranja nogometa na području Hrvatske upućuju na utakmicu koju su 1873. u Rijeci igrali engleski tehničari i mađarski željezničari. 5. srpnja 1893. Hrvatski sokol upućuje poziv svima koji žele učiti igrati football (još nije bilo hrvatske riječi), da se jave u društvo. Nakon što je vrlo brzo ovaj šport ušao u mnoge škole, već prvih godina 20. stoljeća počinju nicati mnogi nogometni klubovi. Tako su 1901. utemeljeni klubovi u Osijeku i Vukovaru, a nogometnu sekciju ima i atletski klub subotičkih Bunjevaca. U Zagrebu se 1903. osniva Prvi nogometni i športski klub Zagreb i "Akademski šport klub" (kasniji HAŠK), u Karlovcu djeluju "Trenk" i "Panonija", u Splitu "Šator", a u Samoboru "Šišmiš". Nijedan od ovih klubova nije do danas održao neprekinuto djelovanje.

### Nogomet u Sisku
U Sisku također postoje dokazi o vrlo ranom početku igranja nogometa, osobito po školama. Prvi širitelj nogometa u gradu bio je Ferdo Hefele (1846. – 1909.), koji u svome putopisu Put na istok do Carigrada (1890.) opisuje kako je naučio igrati nogomet u Zagrebu. Hefele je 40 godina djelovao u Sisku kao učitelj, te je bio prvi i dugogodišnji učitelj tjelovježbe u Višoj pučkoj školi i Šegrtskoj školi. Kasnije su i u tim školama (1909.) osnovani nogometni klubovi ("Croatia" i "Hrvat"). Drugi promicatelj nogometa u Sisku bio je učitelj gimnastike Stjepan Sebastijan, rodom iz Senja, koji je bio učenik Franje Bučara, pionira ovog športa u Hrvatskoj.

### Utemeljenje kluba
U Sisku je, koji je tada imao 7100 stanovnika, 1906. utemeljen Ferijalni športski klub "Segesta". Skupinu učenika i studenata koji su osnovali klub predvodio je trinaestogodišnji učenik Ivo Stipčić, kojemu su zbog dobrog uspjeha u školi rođaci kupili novu, kožnatu nogometnu loptu.
Najvažnije podatke o osnivanju kluba i ljudima koji su ga ustrojili možemo doznati u povodu proslave 20. godišnjice djelovanja Segeste od 26. do 29. lipnja 1927. kad je inaugurirano prvo klupsko igralište, i o povodu te obljetnice izvještava sisački tjednik “Hrvatske novine” u broju od 21. svibnja 1927. Misli se da su se krajem lipnja ili početkom srpnja 1906. godine Stipčić i dvadesetak njegovih prijatelja okupili u gostionici Stipčićeva tetka Ivana Šešeka (današnja ul. Ivana Kukuljevića-Sakcinskog 4) te ondje osnovali nogometni klub. Osnivači su se dogovorili da prvi predsjednik kluba bude vlasnik lopte, to jest Ivo Stipčić, a za ime kluba izabrano je »Segesta«, prema imenu starog keltsko-ilirskog naselja na području Siska – Segestika. Budući da su članovi kluba bili školski učenici koji su u Sisku boravili samo u vrijeme školskih praznika (ferija), nazvan je »Ferijalnim športskim klubom«. O samom osnivanju kluba nema sačuvanih dokumenata ili dokaza, no postoje usmena svjedočanstva sudionika skupa iz kasnijih desetljeća.
Iz 1909. godine sačuvano je prvo izvješće o nekoj odigranoj utakmici sa strane kluba. Te je godine 15. kolovoza u Sisku održana utakmica sa zagrebačkom Concordijom (prema "Novom Sisačkom Glasu"). U tjedniku "Sisak" iz 1912. godine nalazi se popis sisačkih nogometnih klubova, a za Segestu se kaže da postoji samo preko ferija, a sljedeće godine tjednik "Posavac" kaže za Segestu da je "prvi klub u Sisku" da je "išao donekle napred i držao se na površini." Zagrebački list "Šport" iz 1919. godine spominje Segestu kao "Prvi sisački klub Ferijalni športski klub „Segesta“."
"Hrvatske novine" opet pišu o klubu u lipnju 1931., povodom 25. obljetnice kluba sa sljedećim tekstom: "Bio je to izrazito djački klub, pa se aktivnost odvijala uglavnom za školskih ferija. Tada se svaki dan išlo na trening kroz grad u dresovima a igrači su nosili sa sobom golštange i ostalu opremu jer se nije znalo na kojoj će livadi moći trenirati i igrati, jer su ih vlasnici nemilice tjerali..."

### Međuratno razdoblje i razdoblje II. svjetskog rata
Ime Ferijalni športski klub Segesta Sisak zadržalo se sve do 1920. godine, kada je na redovnoj godišnjoj skupštini kluba 1. kolovoza odlučeno da Segesta prestane biti ferijalni klub i da se registrira u tadašnjem Jugoslavenskom nogometnom savezu Kraljevine SHS kao Športski klub Segesta Sisak. Ta je odluka provedena 14. veljače 1921. godine i od tada Segesta sudjeluje u svim prvenstvima tadašnjih nogometnih župa tadašnje kraljevine do 1941. godine te nogometnim prvenstvima NDH do 1944. godine. 
Prve uspjehe u natjecanjima župa ostvaruje 1921. osvojivši lokalno prvenstvo te ulazi u četvrtzavršnicu provincijskog natjecanja gdje ispada nakon poraza protiv ŠK Krajišnika iz Banja Luke. Od 1. ožujka 1925. godine klub mijenja naziv u Građanski športski klub Segesta Sisak kako bi se poistovjetili s građanskom tradicijom kluba i privukli u svoje redove veći broj građana Siska. 1926./27. godine ponovno dolazi do četvrtfinala provincije izgubivši od Proletera iz Slavonskog Broda 1:2, tih godina iza puno boljeg i organiziranijeg kluba JŽŠK Željezničara Sisak.
Tridesetih godina prošlog stoljeća klub postiže niz zapaženih rezultata kada postaje najznačajniji klub ispred gradskih rivala SD Slavije Sisak i HTŠK Viktorije Sisak, ali i ispred provincijskih klubova same nogometne župe. Više su puta bili prvaci nogometnih župa (VI, VIII ili IX, u kojima je igrala), između ostalog i tri puta zaredom od 1930./31. do 1932./33. U tim godina klub je tri puta zaredom bio i prvak pokrajine Zagrebačkog nogometnog podsaveza (što ni jednom klubu nije uspjelo) i osvojio je u trajno vlasništvo prijelazni pokal redakcije "Jutarnji list". Biti prvakom pokrajine ZNP-a u to je vrijeme značilo biti ponajboljim klubom u granicama današnje Hrvatske i dijela Bosne i Hercegovine. Kvalitetom momčadi Segesta je tad bila zrela za državnu ligu, ali taj pothvat nije ostvarila. 
Klupske boje 1932. bile su crvena i bijela.
U rujnu 1939. godine na skupštini kluba donesena je odluka o preimenovanju kluba u Hrvatski građanski športski klub Segesta Sisak, a od te se godine upotrebljava i novi grb kluba koji je na okrugloj podlozi imao crvenu petokraku zvijezdu u čijem je središtu bio otisnut štit, ispod njega godina 1906., a ispod naizmjenična crveno-bijela okomita polja. Tijekom turbulentnih ratnih godina tijekom Drugog svjetskog rata, nogometne utakmice su se odigravale na igralištu jednog od tri glavna prijeratna gradska rivala "crveno-bijelih"  ŠK Slavije Sisak rješenjem vlasti o ukidanju kluba ŠK Slavije 9. veljače 1942. Nogometna prvenstva VIII. župe "Ljudevit Posavski" kompletno su odigrana 1942./43. i 1943./44. te djelomično 1941./42. i 1944./45. godine. 
Tijekom ratnih godina klub ima impresivnu listu sudionika NOB-a iz redova Segeste od samog početka Drugog svjetskog rata. Nakon utakmice odigrane 22. lipnja 1941. u vrijeme kad je nacionalsocijalistička Njemačka napala Sovjetski Savez, protiv Banjalučkog Radnika u kojoj su Siščani pobijedili 7:2, strijeljani su nogometaši Segeste Đuro Đulaj i Ivan Draženović Rus, a tog ljeta su uhićeni Mario Hanžek koji je kasnije ubijen u Jasenovcu dok je Ico Držić poginuo u partizanima. U momčadi Segeste iz 1941. godine su igrali Ico Držić, Ruda Draženović, Milan Milković, Ivo Bačun, Marijan Sokler, Mario Hanžek, Ivan Draženović, Đuro Đulaj, Jura Sopić, Franjo Mesić i Ivo Vučić. Nogometni klub Segesta Sisak je odlikovan 1973. godine ordenom zasluge za narod sa srebrnom zvijezdom za doprinos u NOB-u.
Segesta se natjecala sve godine tijekom Drugog svjetskog rata, a godine 1943./44. osvaja drugi put prvenstvo župe tijekom perioda drugog svjetskog rata ispred, tih godina vrlo dobrog gradskog rivala HTŠK Viktorije Sisak, te možemo reći i posljednje provincijsko prvenstvo NDH,  Zagrebačkog nogometnog dosaveza. Prvak Provincije Zagrebačkog nogometnog dosaveza HGŠK Segesta Sisak izborila je doigravanje za poluzavršnu skupinu hrvatskog državnog razreda, poluzavršnica nije nikad odigrana, a državni prvak postao je 1. hrvatski građanski športski klub iz Zagreba.

### Poslijeratno razdoblje
Segesta u razdoblju nakon Drugog svjetskog rata igra u sustavu natjecanja Nogometnog saveza Jugoslavije. 1945. mijenja ime u Sportsko Društvo Sloboda Sisak, ali već sljedeće godine nastupa ponovna promjena u SD Naprijed Sisak. I ta promjena traje samo jednu sezonu te već 1946./47. nastupaju kao Nogometni Klub Naprijed Sisak. Do osamostaljenja Republike Hrvatske Siščani su se većinom natjecali u Hrvatskoj nogometnoj ligi – Sjever, trećem stupnju jugoslavenskog nogometa. 
Dana 28. veljače 1952., Sisak svom najstarijem i nogometnom klubu vraća ime Segesta. Prije svih u tadašnjoj državi, posebice u Hrvatskoj, povukli su potez o kojem su drugi samo maštali. Promjena je nastupila tijekom sezone 1952. kada je Segesta prvi put nakon 1946./47. igrala drugu razinu jugoslavenskog nogometa. Već naredne sezone se vraćaju u treću razinu, ali su tijekom pedesetih godina još jednom zaigrali u drugom stupnju JNS-a, sezone 1957./58.
Jedan od uspješnijih boravaka u drugom rangu dogodio se 60-tih godina prošlog stoljeća. Nakon osvojenog naslova prvaka Zagrebačke zone 1964./65. te prolaska kroz doigravanje Siščani su osvojili plasman u 2. saveznu ligu SFR Jugoslavije te po prvi put opstali u drugom rangu.
Sezone 1971./72. Segesta ponovno osvaja naslov prvaka Zagrebačke zone te ulazi u doigravanje za 2. saveznu ligu. Odlučujuća utakmica na Stadionu Bratstvo-jedinstvo protiv NK Rovinja smatra se jednom od najposjećenijih sportskih priredbi u povijesti Siska. Na stadionu pored Kupe 22. lipnja 1972. okupilo se više od 7000 ljubitelja nogometa te je po akterima i novinskim izvještajima ovo bila ponajbolja utakmica Segeste u povijesti kluba. Segesta je pobijedila Rovinj s velikih 6:0 autogolom Žica te pogocima Radojčića, Plepelića i Puljčana. Plepelić se najviše istaknuo zabivši tri pogotka, čime je zaslužio ocjenu novinara naslovom "Desetka za desetku".
Najznačajnija sezona u bivšoj državi ipak je bila 1977./78., kada su Siščani zabilježili veliki uspjeh osvajanjem naslova prvaka Hrvatske nogometne lige – Sjever. Tim uspjehom ostvarila je i pravo igranja u finalu prvenstva Hrvatske s prvakom Hrvatske nogometne lige – Jug, NK Solinom. Taj susret su automatski bile i kvalifikacije za ulazak u jedinstvenu 2. saveznu nogometnu ligu SFR Jugoslavije. Prvi susret odigran je u Sisku 18. lipnja 1978. Na stadionu "Bratstvo-jedinstvo" bilo je oko osam tisuća gledatelja, a Segesta je pobijedila 2:0 golovima Josipa Cavrića. U uzvratnoj utakmici u Solinu, domaćini su pobijedili rezultatom 1:0, što je Segesti bilo sasvim dovoljno da proslavi najveći uspjeh kluba poslije Drugog svjetskog rata. 
Tim rezultatom osvojila je naslov amaterskog prvaka Hrvatske te se plasirala u Amaterski kup Jugoslavije. U polufinalnoj utakmici odigranoj u Ljubljani 3. srpnja 1978. na gradskom stadionu Segesta je pobijedila prvaka SR Slovenije, NK Merkator Ljubljana s 2:0 (Marković 36' i Radojčić 38'). Finalna utakmica za naslov amaterskog prvaka Jugoslavije odigrana je u Zemunu, na gradskom stadionu, 13. kolovoza 1978. Igrali su FK Galenika Zemun, prvak SR Srbije i NK Segesta Sisak, prvak SR Hrvatske.  Na vrlo urednom terenu gradskog stadiona pobjedu je odnijela Galenika rezultatom 6:2. Strijelci za Segestu su bili Cavrić i Maoduš. Nakon jedne sezone u 2. saveznoj ligi, Segesta ispada u treći rang, u kojem i završava svoje vrijeme u Jugoslavenskom nogometnom savezu. Svoju zadnju, 1990./91. sezonu kao član JNS-a igra Međurepubličku ligu – Zapad te osvaja 13. mjesto.

### U neovisnoj Hrvatskoj
3. ožujka 1992. održana je izborna skupština na kojoj je odlučeno da se klub ubuduće zove Hrvatski nogometni klub Segesta Sisak. Segesta prvu sezonu u HNS-u počinje u 2. HNL-u u skupini "Sjever" i završava kao četvrta momčad lige. Odlukom skupštine Hrvatskog nogometnog saveza, 1. HNL proširen je na 16 klubova, među kojima je i HNK Segesta Sisak.   
Zbog ratnih događanja koje su zadesila područje grada Siska, gradski rival NK Metalac Sisak zamrzava svoj status u HNS-u na godinu dana (zbog blizine prve linije i učestalih granatiranja), te se kasnije natječe u 3. HNL. "Plavi grom" iz sisačke gradske četvri Caprag s ovim potezom ustupa uvjete Segesti za ulazak u prvu ligu. Najbolji sportski radnici, treneri i igrači ova dva rivalska kluba koji nisu imali vojnih obveze u tom vremenu zajednički se ustupaju "Staroj dami" koja sezone 1992./93. nastupa u 1. HNL.  
Period 90-tih godina dvadesetog stoljeća smatra se najuspješnijim dobom u bogatoj povijesti kluba. Prvi put u povijesti Segesta igra u najvišem stupnju državnog nogometa. U prvoj sezoni u 1. HNL-u, 1992./93. zauzela je uspješno 10. mjesto pod palicom Zlatka Kranjčara. Sezone 1993./94. osvajaju 9. mjesto te dolaze do četvrtfinala Hrvatskog nogometnog kupa, a 1994./95., pod vodstvom Milivoja Bračuna dostižu 8. mjesto, uz 13 pogodaka Alena Peternaca.
Sezone 1995./96. nastupa novi format 1. HNL. Segesta kao 6. od 12 klubova u 1. A HNL osvaja plasman za UEFA Intertoto kup te igra doigravanje za sljedeću sezonu 1. A HNL. Iako nije ušla u doigravanje za prvaka hrvatske, promašivši tu priliku za 1 bod, prvi dio natjecanja prolazi uspješno s izjednačenom najvećom pobjedom 1. A HNL te sezone, velikih 6:0 u 11. kolu protiv NK Rijeke. U Ligi za A postiže 2. mjesto (sveukupno 8.) te uspješnim boravkom u Europi, Segesta završava jednu od ponajboljih sezona u povijesti kluba. 

### UEFA Intertoto kup 1996.
Osvojenim 6. mjestom u prvom djelu 1. HNL-a 1995./96. sezone, Segesta je također osvojila plasman za UEFA Intertoto kup. 29. lipnja 1996. Segesta je svoju prvu službenu europsku utakmicu odigrala u Sisku, pred 1500 gledatelja, remiziravši 1:1 (Buinac 6' i Bertilsson 41') sa švedskim Örgryte IS Göteborg. Nakon uspješnog gostovanja u Izraelu protiv Hapoela iz Tel Aviva, upisali su i drugu i treću uzastopnu pobjedu protiv Stade Rennais FC i Luzern FC. Tim rezultatima su bez poraza završili grupnu fazu natjecanja, te se, završivši na prvom mjestu, plasirali u polufinale.
Segestin protivnik u polufinalu bio je Švedski Örebro SK. U prvoj polufinalnoj utakmici Segesta je u Sisku odnijela pobjedu 4:0 pogocima Tadića i Vukasa te je u gostima bio dovoljan poraz 1:4 da se plasiraju u finale. Tim dostignućem Segesta je postala prvi hrvatski klub koji se plasirao u finale nekog UEFA-ina klupskog natjecanja. 6. kolovoza u Sisku odigrala se prva finalna utakmica protiv Danske momčadi Silkeborg IF. Silkeborg je poveo 2:0 pogocima Fernandeza i Reesa te je Vukasov pogodak u 89' minuti bio dovoljan samo za ublaženje poraza. Na gostovanju u Danskoj 20. kolovoza, Segesta je odnijela pobjedu pogotkom Šašivarevića, što je dovelo ukupan rezultat na 2:2, ali je Silkeborg zahvaljujući pravilu gola u gostima osvojio naslov i plasman u Kup UEFA naredne sezone. 

### Rezultatski pad
Sezone 1996./97. klub upada u probleme. Povratak Zlatka Kranjčara na klupu Segeste ovaj put ne pokazuje se kao dobar potez. Na kraju prvog dijela natjecanja Segesta se nalazi na 11. mjestu te mora igrati doigravanje za opstanak u 1. HNL. U skupinu A ulazi s vinkovačkom Cibalijom te Slavenom iz Koprivnice, ždrijeb koji ispada koban za Siščane. Nakon prvog kruga u kojemu su sve utakmice završile rezultatom 1:1, u ponovljenim kvalifikacijama Segesta ponovno dvaput igra izjednačeno, Slaven nadigrava Cibaliu, a Siščani ispadaju iz 1. HNL nakon 5 sezona u najvišem rangu. 
Segesta se od sezone 1996./97. nije vratila u najviši stupanj hrvatskog nogometa. Sezone 1998./99. dolazi do četvrtfinala Hrvatskog nogometnog kupa. 2001./02. gubi status drugoligaša te ispada u treći rang, ali osvajanjem naslova prvaka 3. hrvatske nogometne lige u regiji "Središte" 2002./03., vraća se u 2. HNL. Nakon što je u sezoni 2005./06. završila na pretposljednjem mjestu 2. hrvatske nogometne lige, sezonu 2006./07. igra u 3. HNL – Zapad, gdje osvaja drugo mjesto te se nakon doigravanja i pobjeda protiv NK Suhopolje (2:1, 4:1) vraća u 2. HNL u kojoj ostaje nekoliko godina. Također vrijedi spomenuti prolazak u četvrtfinale Hrvatskog nogometnog kupa 2007./08. po prvi put od sezone 1998./99.

### Proslava stote i stodesete obljetnice kluba
Povodom obilježavanja 100. obljetnice kluba održana je 30. kolovoza 2006. godine utakmica s hrvatskom nogometnom reprezentacijom, na prepunom Gradskom stadionu u Sisku. Reprezentacija Hrvatske pobijedila je 6:2, golove za reprezentaciju zabili su Eduardo (11', 20', 31'), Klasnić (59'), Modrić (62") i Balaban (82'), a za domaćine Deronjić (47') i Šenija (82').
Svečana sjednica kluba, na kojoj su uručena priznanja najboljim Segestinim nogometašima svih vremena kao i zaslužnim trenerima i športskim djelatnicima kluba, održana je 26. rujna 2006. godine. Priznanja je dobilo 11 igrača: Slavko Draženović, Ivan Sertić, Dubravko Kahler, Željko Plepelić, Milan Radojčić, Branimir Agarević, Zoran Buinac, Nikica Valent, Josip Cavrić, Danijel Kukić i Damir Stefanović, te 92-godišnji Rudolf Draženović, najstariji živući nogometaš Segeste. Priznanja su također dobili i treneri Stjepan Gregec i Nikola Dobranić, te dosadašnji predsjednici kluba i skupštine kluba: Vladimir Posavec, Dragan Božić i Đuro Brodarac. Priznanje za najuspješnijeg suca dobio je Vlado Svilokos, a u kategoriji športskog djelatnika priznanje je uručeno Stojanu Lamzi. Postumno su nagrađeni i sisački novinari Miroslav Matovina i Branko Kanižaj.
U sezoni 2009./10. Segesta osvaja posljednje mjesto u 2. HNL i ispada u 3. HNL. U srpnju 2010. na mjesto trenera seniorske momčadi dolazi Ratko Ninković koji je ubilježio 6 pobjeda, 6 neriješenih i 5 poraza, uz gol-razliku 26:22. U siječnju 2011. klupu preuzima Dario Kovačević koji ostaje na klupi 10 mjeseci te nakon loših rezultata podnosi neopozivu ostavku na mjestu trenera prve momčadi. U studenom 2011. trenersku palicu prve momčadi preuzima donedavni kapetan Mile Buinac. Sezone 2012./13. Segesta osvaja naslov prvaka 3. hrvatske nogometne lige u regiji središte deset godina nakon prijašnjeg uspjeha. U doigravanju za 2. HNL u dvije utakmice Segesta nadjačava HNK Val te po prvi put od 2009./10. dobiva priliku zaigrati u jedinstvenoj drugoj razini hrvatskog nogometa. Nakon dvije uspješne sezonu u drugoj ligi postigavši 6. i 8. mjesto, Segesta sezone 2015./16. završava sezonu na 11. mjestu te ponovno ispada u 3. HNL – Zapad.
Dana 31. kolovoza 2016. Hrvatska nogometna reprezentacija u prijateljskoj je utakmici u Sisku pobijedila Segestu s 8:1 i na taj način upriličila slavlje najstarijeg hrvatskog kluba koji je osnovan prije 110 godina. Golove za hrvatsku vrstu zabili su Mario Mandžukić (7', 33'), Andrej Kramarić (32'), Ivan Perišić (40', 45'), Nikola Kalinić (54', 65') i Duje Čop (58'), dok je za Segestu pogodak postigao Luka Kožić u 88. minuti.

### Segesta danas
Sezone 2017./18. Segesta postiže najgori rezultat od osamostaljenja Hrvatske, ostvarivši posljednje mjesto u 3. hrvatskoj nogometnoj ligi u regiji "Zapad". Tim rezultatom ispada u 4. NL Središte Zagreb te postaje član četvrtog stupnja hrvatskog nogometa, kojeg predstavljaju "4. nogometne lige" (međužupanijske) te na području Južne Hrvatske Prve županijske lige. Tamo provodi dvije sezone te 2019./20. postiže 5. mjesto i promociju u 3. HNL – Središte. Sezone 2021./22. Segesta postiže 17. mjesto te proširenjem 3. stupnja hrvatskog nogometa u jedinstvenu ligu te 4. stupnja u regionalne lige ponovno gubi status trećeligaša i postaje četvrtoligaš. Od sezone 2024./25. ponovno se natječe u trećem rangu hrvatskog nogometa, ovaj put u 2. NL.

## Grb i dres
Boje koje su obilježile Segestinu povijest su crvena i bijela. Kroz povijest Segesta je najčešće igrala u crvenim dresovima s bijelim vodoravnim prugama, koje simboliziraju povijesne boje Panonske Hrvatske. Takav dres bio je najbolje prihvaćen od strane navijača, tako da se još i danas u ormarima pravih sisačkih nogometnih zaljubljenika može pronaći dres takvog oblika. Ovisno o uspjesima kluba i financijskim situacijama mijenjali su se i tehnički dobavljači opreme. Umbro, Legea i Diadora samo su neki od dobavljača koji su imali privilegiju surađivati s najstarijim nogometnim klubom na ovim prostorima. Glavni sponzori najčešće su lokalne tvrtke, s nekim iznimkama kao što je naftni div INA. Segestine dresove danas proizvodi Alpas iz Velike Gorice. 
Grb kakvog danas znamo u uporabi je od početka devedesetih, odnosno hrvatske samostalnosti. Grb je oblika štita podijeljenog na dva dijela. Na gornjem prevladavaju Segestine crveno-bijele pruge te šahirani grb Republike Hrvatske i natpis "HNK Segesta", dok se na donjem dijelu nalazi grb grada Siska, čiji je glavni motiv Stari grad.

## Navijači
Navijačka skupina Antitalenti osnovana je početkom sezone 1989./90. U to se vrijeme Segesta natjecala u trećoj ligi bivše države, a domaća utakmica Segeste i petrinjske Mladosti smatra se početkom djelovanja skupine.
Djelovanje skupine počelo je okupljanjem desetak legendi sisačkog navijanja te kadeta i juniora Segeste. Ime je nastalo sasvim slučajno, kada je jedan od pokretača skupine, "Minga", primijetio da su mladići bili pravi "antitalenti" za navijanje. Osim spomenute utakmice, u sezoni 1989./90. Antitalenti odlaze na gostovanja u Petrinju i Veliku Goricu. Prvo iduće veće okupljanje bilo je početkom proljeća 1991. na novom susretu Segeste i Mladosti.
Nakon toga nakratko prestaje značajnije djelovanje zbog ratnih događanja u Sisku, uzbuna i čestog bombardiranja. U prvom kolu 1. HNL-a, u sezoni 1992./93., Antitalenti odlaze u Kranjčevićevu. Nakon toga u Sisak dolazi Dinamo, a već u trećem kolu u Pulu odlazi čak 120 ljudi. U to je vrijeme skupina bila u punom zamahu. Pamte se neredi na utakmici s Dinamom i velika gostovanja u Puli, Zagrebu, Varaždinu i Bjelovaru. Sisak je u to vrijeme vidio i prvu bakljadu Antitalenata. Na utakmici protiv Zadra zapaljeno je petnaestak baklji, a nešto slično ponovljeno je i na utakmici protiv Belišća. Najznačajniji događaji u proljetnom djelu prvenstva iste godine bili su gostovanje u Maksimiru, velika bakljada na utakmici protiv Varteksa i nešto manja na utakmici protiv Hajduka.
Nedugo nakon došlo je do prvog razilaženja s upravom kluba. PU Sisačko-moslavačka po prvi put je zabranila odlazak u Rijeku kada je na popisu bilo čak 250 ljudi. Ista stvar se ponovila i prije planiranog odlaska u Pulu. Nakon toga je bila veća bakljada protiv Hajduka, a zatim počinje povijesni presjek skupine. Sve do 2007. godine nije bilo organiziranog djelovanja. Skupina mladih ljudi tada se okupila s namjerom da sisačkim klubovima pruže potporu kakvu isti i zaslužuju. Iz tog novijeg razdoblja pamte se organizirani odlasci u Veliku, Imotski i Kutinu. Upravo protiv navijača Moslavine iz Kutine, popularnih "Gerilaca" i Anititalenata rađa se veliki animozitet koji je trajao sve do ponovnog gašenja skupine 2010. godine.

## Stadion
Segesta igra svoje domaće utakmice na Gradskom stadionu Sisak. Smješten je u južno od centra grada, u sisačkoj četvrti Vrbina. Stadion sadrži 1442 natkrivenih sjedećih te 7000 stojećih mjesta. 
Izgrađen je 1956. godine zbog sve većih potreba za modernim sportskim/nogometnim zdanjem koje bi zadovoljavalo potrebe brojnih sportskih klubova u gradu. Prvi radovi počeli su dvije godine ranije, 1954. godine, no zbog pronađenih ostataka jugoistočne nekropole davne Siscie, bili su privremeno "zamrznuti". Po izgradnji naziva se Stadion "Bratstvo-jedinstvo", no ime se mijenja 1990-tih. Osim nogometnih aktivnosti, na stadionu se također održavaju atletski treninzi i natjecanja za mlađe dobne skupine. Kompleks stadiona se sastoji od glavnog i pomoćnog terena. Veliki radovi na pomoćnom terenu izvodili su se 2010. godine, kada je je postavljena umjetna trava i izgrađena tribina s 250 sjedećih mjesta.

## Uspjesi

### Domaći
- 2. HNL / 1. NL

Prvak (1): 1997./98. (Središte)
- 3. HNL / 2. NL

Prvak (2): 2002./03., 2012./13. (Središte)
Doprvak (1): 2006./07. (Zapad)
- 3. NL

Prvak (1): 2023./24. (Centar)

### Međunarodni
- UEFA Intertoto kup

Finalist (1): 1996.

## Pregled plasmana po sezonama

### Prvenstvo Jugoslavije 1946. – 1991.
| Sezona                               | Stupanj           | Liga                                     | Broj momčadi      | U                 | P                 | N                 | I                 | P+                | P-                | B                 | Mjesto            | Napomene                                                                 | Izvori            |
| NK Naprijed Sisak                    | NK Naprijed Sisak | NK Naprijed Sisak                        | NK Naprijed Sisak | NK Naprijed Sisak | NK Naprijed Sisak | NK Naprijed Sisak | NK Naprijed Sisak | NK Naprijed Sisak | NK Naprijed Sisak | NK Naprijed Sisak | NK Naprijed Sisak | NK Naprijed Sisak                                                        | NK Naprijed Sisak |
| ------------------------------------ | ----------------- | ---------------------------------------- | ----------------- | ----------------- | ----------------- | ----------------- | ----------------- | ----------------- | ----------------- | ----------------- | ----------------- | ------------------------------------------------------------------------ | ----------------- |
| 1946./47.                            | II.               | Hrvatska liga                            | 8 (9)             | 14                | 4                 | 4                 | 6                 | 17                | 26                | 12                | 6.↓               |                                                                          |                   |
| 1947./48.                            | III.              | III. zona prvenstva Hrvatske             | 8                 |                   |                   |                   |                   |                   |                   | 22                | 2.                | III Zona Zagreb, Zona Zagreb-Karlovac četvrtzavršnica prvenstva Hrvatske |                   |
| 1948./49.                            | III.              | Hrvatska liga                            | 10                | 18                | 7                 | 2                 | 9                 | 25                | 25                | 16                | 7.↓               |                                                                          |                   |
| 1950.                                | IV.               | Hrvatska liga                            | 12                | 22                | 12                | 5                 | 5                 | 41                | 23                | 29                | 2.↑               |                                                                          |                   |
| 1951.                                | III.              | Hrvatska liga – Sjever                   | 11                | 20                | 16                | 2                 | 2                 | 60                | 22                | 34                | 1.↑               | izgubili doigravanje za prvaka Hrvatske                                  |                   |
| NK Naprijed Sisak / NK Segesta Sisak |                   |                                          |                   |                   |                   |                   |                   |                   |                   |                   |                   |                                                                          |                   |
| 1952.                                | II.               | Podsavez Zagreb – pokrajinska liga       | 10                | 18                | 4                 | 5                 | 9                 | 25                | 37                | 13                | 8.↓               | promjena imena tijekom sezone                                            |                   |
| NK Segesta Sisak                     |                   |                                          |                   |                   |                   |                   |                   |                   |                   |                   |                   |                                                                          |                   |
| 1952./53.                            | III.              | Podsavez Zagreb – pokrajinska liga       | 10                | 18                | 14                | 1                 | 3                 | 60                | 22                | 29                | 1.                | kvalifikacije za Hrvatsko-slovensku ligu                                 | [ 6 ] [ 12 ]      |
| 1953./54.                            | III.              | Hrvatsko-slovenska liga                  | 11 (12)           | 20                | 8                 | 4                 | 8                 | 32                | 29                | 20                | 7.                |                                                                          |                   |
| 1954./55.                            | III.              | Hrvatsko-slovenska liga                  | 12                | 22                | 10                | 5                 | 7                 | 37                | 30                | 25                | 6.↑               | kvalifikacije za I. zonu                                                 |                   |
| 1955./56.                            | II.               | I. zona                                  | 12                | 22                | 6                 | 7                 | 9                 | 34                | 41                | 19                | 11.↓              |                                                                          |                   |
| 1956./57.                            | III.              | Međupodsavezna liga Zagreb               | 12                | 22                | 16                | 3                 | 3                 | 75                | 28                | 35                | 2.↑               | kvalifikacije za I. zonu                                                 | [ 6 ]             |
| 1957./58.                            | II.               | I. zona                                  | 14                | 26                | 10                | 3                 | 13                | 39                | 53                | 23                | 9.                | u kvalifikacije za 2. saveznu ligu – Zapad                               | [ 6 ] [ 13 ]      |
| 1957./58.                            | Q2                | Kvalifikacije za 2. saveznu ligu – Zapad | 4                 | 6                 | 1                 | 3                 | 2                 | 9                 | 10                | 5                 | 3.                |                                                                          | [ 6 ] [ 13 ]      |
| 1958./59.                            | III.              | Zona Karlovac – Sisak                    | 12                | 22                | 19                | 2                 | 1                 | 79                | 10                | 40                | 1.                | XIV. zona Karlovac – Sisak u kvalifikacije za 2. saveznu ligu – Zapad    |                   |
| 1959./60.                            | III.              | Zona Karlovac – Sisak                    | 12                | 22                | 17                | 3                 | 2                 | 69                | 26                | 37                | 2.                | XIV. zona Karlovac – Sisak                                               |                   |
| 1960./61.                            | III.              | Podsavezna liga Sisak                    | 10                | 18                | 10                | 2                 | 6                 | 33                | 19                | 22                | 2.                |                                                                          |                   |
| 1961./62.                            | III.              | Podsavezna liga Sisak                    | 10                | 18                | 16                | 0                 | 2                 | 97                | 19                | 32                | 1.                | za prvaka XIV. zone u kvalifikacije za 2. saveznu ligu – Zapad           |                   |
| 1962./63.                            | III.              | Zagrebačka zona                          | 16 (17)           | 30                | 11                | 6                 | 13                | 43                | 56                | 28                | 7.                |                                                                          |                   |
| 1963./64.                            | III.              | Zagrebačka zona                          | 16                | 30                | 15                | 3                 | 12                | 55                | 52                | 33                | 5.                |                                                                          |                   |
| 1964./65.                            | III.              | Zagrebačka zona                          | 14                | 26                | 16                | 7                 | 3                 | 70                | 30                | 39                | 1.↑               | u kvalifikacije za 2. saveznu ligu – Zapad                               |                   |
| 1965./66.                            | II.               | 2. savezna liga – Zapad                  | 17 (18)           | 33                | 13                | 3                 | 17                | 43                | 66                | 29                | 13.               |                                                                          |                   |
| 1966./67.                            | II.               | 2. savezna liga – Zapad                  | 18                | 34                | 12                | 6                 | 16                | 55                | 73                | 30                | 16.↓              |                                                                          |                   |
| 1967./68.                            | III.              | Zagrebačka zona                          | 14                | 26                | 11                | 2                 | 13                | 59                | 46                | 24                | 8.                |                                                                          |                   |
| 1968./69.                            | III.              | Zagrebačka zona                          | 14                | 26                | 13                | 3                 | 10                | 54                | 39                | 29                | 4.                |                                                                          |                   |
| 1969./70                             | III.              | Zagrebačka zona                          | 14                | 26                | 13                | 6                 | 7                 | 62                | 32                | 32                | 4.                |                                                                          |                   |
| 1970./71.                            | III.              | Zagrebačka zona                          | 14                | 26                | 12                | 7                 | 7                 | 58                | 29                | 31                | 3.                |                                                                          |                   |
| 1971./72.                            | III.              | Zagrebačka zona                          | 16                | 30                | 23                | 5                 | 2                 | 90                | 22                | 51                | 1.↑               | u kvalifikacije za 2. saveznu ligu – Zapad                               |                   |
| 1972./73.                            | II.               | 2. savezna liga – Zapad                  | 18                | 34                | 9                 | 13                | 12                | 47                | 52                | 31                | 11.↓              |                                                                          |                   |
| 1973./74.                            | III.              | Hrvatska liga                            | 17                | 32                | 14                | 7                 | 11                | 62                | 37                | 35                | 3.                |                                                                          |                   |
| 1974./75.                            | III.              | Hrvatska liga                            | 18                | 34                | 10                | 8                 | 16                | 47                | 60                | 28                | 16.               |                                                                          |                   |
| 1975./76.                            | III.              | Hrvatska liga – Sjever                   | 12                | 22                | 8                 | 3                 | 11                | 26                | 33                | 19                | 9.                |                                                                          |                   |
| 1976./77.                            | III.              | Hrvatska liga – Sjever                   | 14                | 26                | 11                | 9                 | 6                 | 36                | 28                | 31                | 5.                |                                                                          |                   |
| 1977./78.                            | III.              | Hrvatska liga – Sjever                   | 14                | 26                | 15                | 7                 | 4                 | 37                | 13                | 37                | 1.↑               | doigravanje za prvaka Hrvatske – pobjednik                               |                   |
| 1978./79.                            | II.               | 2. savezna liga – Zapad                  | 16                | 30                | 9                 | 9                 | 12                | 43                | 53                | 27                | 14.↓              |                                                                          |                   |
| 1979./80.                            | III.              | Hrvatska liga                            | 16                | 30                | 11                | 6                 | 13                | 30                | 27                | 28                | 12.               |                                                                          |                   |
| 1980./81.                            | III.              | Hrvatska liga                            | 16                | 30                | 6                 | 12                | 12                | 26                | 40                | 24                | 15.↓              |                                                                          |                   |
| 1981./82.                            | IV.               | Liga Zagrebačke nogometne regije         | 14                | 26                | 12                | 5                 | 9                 | 46                | 28                | 29                | 6.                |                                                                          |                   |
| 1982./83.                            | IV.               | Liga Zagrebačke nogometne regije         | 16                | 30                | 16                | 5                 | 9                 | 66                | 31                | 37                | 4.↑               |                                                                          |                   |
| 1983./84.                            | III.              | Hrvatska liga – Sjever                   | 14                | 26                | 8                 | 8                 | 10                | 29                | 26                | 24                | 10.               |                                                                          |                   |
| 1984./85.                            | III.              | Hrvatska liga – Sjever                   | 14                | 26                | 13                | 3                 | 10                | 37                | 43                | 29                | 5.                |                                                                          |                   |
| 1985./86.                            | III.              | Hrvatska liga – Sjever                   | 14                | 26                | 5                 | 12                | 9                 | 23                | 33                | 22                | 11.               |                                                                          |                   |
| 1986./87.                            | III.              | Hrvatska liga – Sjever                   | 14                | 26                | 9                 | 11                | 6                 | 33                | 21                | 29                | 5.                |                                                                          |                   |
| 1987./88.                            | III.              | Hrvatska liga                            | 16                | 30                | 11                | 5                 | 14                | 25                | 38                | 27                | 13.               |                                                                          |                   |
| 1988./89.                            | III.              | Međurepublička liga – Zapad              | 18                | 34                | 14                | 7                 | 13                | 43                | 46                | 29                | 10.               |                                                                          |                   |
| 1989./90.                            | III.              | Međurepublička liga – Zapad              | 18                | 34                | 16                | 5                 | 13                | 47                | 36                | 33                | 6.                |                                                                          |                   |
| 1990./91.                            | III.              | Međurepublička liga – Zapad              | 18                | 34                | 12                | 10                | 12                | 47                | 29                | 29                | 13.               |                                                                          |                   |

### Hrvatska nogometna liga 1992. – danas
| Sezona            | Stupanj           | Liga                    | Broj momčadi      | U                 | P                 | N                 | I                 | P+                | P-                | B                 | Mjesto            | Napomene                                           |                   |
| HNK Segesta Sisak | HNK Segesta Sisak | HNK Segesta Sisak       | HNK Segesta Sisak | HNK Segesta Sisak | HNK Segesta Sisak | HNK Segesta Sisak | HNK Segesta Sisak | HNK Segesta Sisak | HNK Segesta Sisak | HNK Segesta Sisak | HNK Segesta Sisak | HNK Segesta Sisak                                  | HNK Segesta Sisak |
| ----------------- | ----------------- | ----------------------- | ----------------- | ----------------- | ----------------- | ----------------- | ----------------- | ----------------- | ----------------- | ----------------- | ----------------- | -------------------------------------------------- | ----------------- |
| 1992.             | II.               | 2. HNL – Sjever         | 6 (7)             | 10                | 4                 | 0                 | 6                 | 12                | 13                | 8                 | 4. ↑              | promocija u 1. HNL iznimkom ratnih događanja       |                   |
| 1992./93.         | I.                | 1. HNL                  | 16                | 30                | 10                | 5                 | 15                | 31                | 44                | 25                | 10.               |                                                    |                   |
| 1993./94.         | I.                | 1. HNL                  | 18                | 34                | 12                | 10                | 12                | 48                | 44                | 34                | 9.                |                                                    |                   |
| 1994./95.         | I.                | 1. HNL                  | 16                | 30                | 10                | 8                 | 12                | 32                | 31                | 38                | 8.                |                                                    |                   |
| 1995./96.         | I.                | 1. A HNL                | 14                | 36                | 14                | 7                 | 15                | 51                | 53                | 56                | 8.                | finalist UEFA Intertoto kupa                       |                   |
| 1996./97.         | I.                | 1. A HNL                | 16                | 30                | 9                 | 12                | 9                 | 35                | 34                | 39                | 11. ↓             | doigravanje za ostanak u 1. HNL – poraz od Slavena |                   |
| 1997./98.         | II.               | 2. HNL – Središte       | 17                | 32                | 21                | 7                 | 4                 | 71                | 15                | 70                | 1.                | doigravanje za 1. HNL – poraz od Cibalie           |                   |
| 1998./99.         | II.               | 2. HNL                  | 19                | 36                | 22                | 4                 | 10                | 84                | 34                | 70                | 3.                |                                                    |                   |
| 1999./00.         | II.               | 2. HNL                  | 18                | 32                | 15                | 11                | 6                 | 58                | 29                | 56                | 6.                |                                                    |                   |
| 2000./01.         | II.               | 2. HNL                  | 18                | 34                | 13                | 7                 | 14                | 38                | 47                | 46                | 11.               |                                                    |                   |
| 2001./02.         | II.               | 2. HNL – Zapad-Jug      | 16                | 30                | 9                 | 8                 | 13                | 25                | 33                | 35                | 13. ↓             |                                                    |                   |
| 2002./03.         | III.              | 3. HNL – Središte       | 16                | 30                | 20                | 8                 | 2                 | 71                | 25                | 68                | 1. ↑              |                                                    |                   |
| 2003./04.         | II.               | 2. HNL – Jug            | 12                | 32                | 15                | 4                 | 13                | 51                | 46                | 49                | 3.                |                                                    |                   |
| 2004./05.         | II.               | 2. HNL – Jug            | 12                | 32                | 12                | 12                | 8                 | 51                | 38                | 48                | 5.                |                                                    |                   |
| 2005./06.         | II.               | 2. HNL – Jug            | 12                | 32                | 9                 | 4                 | 19                | 34                | 59                | 31                | 11. ↓             |                                                    |                   |
| 2006./07.         | III.              | 3. HNL – Zapad          | 18                | 34                | 18                | 8                 | 8                 | 72                | 39                | 62                | 2. ↑              | doigravanje za 2. HNL – pobjeda protiv Suhopolja   |                   |
| 2007./08.         | II.               | 2. HNL                  | 16                | 30                | 11                | 10                | 9                 | 39                | 37                | 43                | 7.                |                                                    |                   |
| 2008./09.         | II.               | 2. HNL                  | 16                | 30                | 8                 | 9                 | 13                | 33                | 47                | 33                | 11.               |                                                    |                   |
| 2009./10.         | II.               | 2. HNL                  | 14                | 26                | 4                 | 4                 | 18                | 17                | 46                | 16                | 14. ↓             |                                                    |                   |
| 2010./11.         | III.              | 3. HNL – Zapad          | 18                | 30                | 14                | 8                 | 12                | 51                | 48                | 50                | 8.                |                                                    |                   |
| 2011./12.         | III.              | 3. HNL – Zapad          | 18                | 34                | 12                | 12                | 10                | 44                | 47                | 48                | 6.                |                                                    |                   |
| 2012./13.         | III.              | 3. HNL – Središte       | 16                | 30                | 22                | 2                 | 6                 | 80                | 35                | 68                | 1. ↑              | doigravanje za 2. HNL – pobjeda protiv Vala        |                   |
| 2013./14.         | II.               | 2. HNL                  | 12                | 33                | 13                | 7                 | 13                | 40                | 39                | 46                | 6.                |                                                    |                   |
| 2014./15.         | II.               | 2. HNL                  | 12                | 30                | 9                 | 7                 | 14                | 31                | 42                | 34                | 8.                |                                                    |                   |
| 2015./16.         | II.               | 2. HNL                  | 12                | 33                | 10                | 8                 | 15                | 44                | 54                | 38                | 11. ↓             |                                                    |                   |
| 2016./17.         | III.              | 3. HNL – Zapad          | 16                | 30                | 8                 | 12                | 10                | 45                | 53                | 36                | 11.               |                                                    |                   |
| 2017./18.         | III.              | 3. HNL – Zapad          | 18                | 34                | 9                 | 4                 | 21                | 36                | 76                | 31                | 18. ↓             |                                                    |                   |
| 2018./19          | IV.               | 4. NL – Središte Zagreb | 16                | 30                | 17                | 3                 | 10                | 55                | 43                | 54                | 5.                |                                                    |                   |
| 2019./20.         | IV.               | 4. NL – Središte Zagreb | 16                | 16                | 8                 | 3                 | 5                 | 31                | 20                | 27                | 5. ↑              | prekinuto radi pandemije COVID-19                  |                   |
| 2020./21.         | III.              | 3. HNL – Središte       | 18                | 34                | 10                | 8                 | 16                | 43                | 59                | 38                | 13.               |                                                    |                   |
| 2021./22.         | III.              | 3. HNL – Središte       | 18                | 34                | 6                 | 8                 | 20                | 33                | 76                | 26                | 17.               | proširenjem lige pad u IV. stupanj                 |                   |
| 2022./23.         | IV.               | 3. NL – Centar          | 18                | 34                | 14                | 6                 | 14                | 57                | 40                | 48                | 7.                |                                                    |                   |
| 2023./24.         | IV.               | 3. NL – Centar          | 18                | 34                | 24                | 5                 | 5                 | 97                | 42                | 77                | 1. ↑              | doigravanje za 2. NL – pobjeda protiv Zadra        |                   |
| 2024./25.         | III.              | 2. NL                   | 16                | 30                | 10                | 4                 | 16                | 50                | 69                | 34                | 11.               |                                                    |                   |

U = odigranih utakmica; P = pobjeđenih utakmica; N = nerješenih utakmica; I = izgubljenih utakmica; P+ = postignutih pogodaka; P- = primljenih pogodaka; B = bodova

## Nastupi u kupovima

### Kup maršala Tita 1945. – 1991.
| Sezona    | Krug                  | Protivnik             | Rezultat    | Izvori |
| --------- | --------------------- | --------------------- | ----------- | ------ |
| 1947.     | prvo pretkolo         | NK Rudar Trbovlje     | 2:2 (prod.) | [ 14 ] |
|           |                       |                       |             |        |
| 1948.     | prvo pretkolo         | NK Železničar Maribor | 4:2         | [ 14 ] |
| 1948.     | drugo pretkolo        | FK Spartak Subotica   | 1:4         | [ 14 ] |
|           |                       |                       |             |        |
| 1949.     | šesnaestina završnice | FK Budućnost Titograd | 0:3         | [ 14 ] |
|           |                       |                       |             |        |
| 1951.     | pretkolo              | NK Borac Zagreb       | 1:0         | [ 14 ] |
| 1951.     | šesnaestina završnice | NK Metalac Zagreb     | 1:2         | [ 14 ] |
|           |                       |                       |             |        |
| 1981./82. | šesnaestina završnice | NK Dinamo Zagreb      | 0:4         | [ 14 ] |

### Hrvatski nogometni kup 1992. – danas
| Sezona      | Krug                  | Protivnik                     | Rezultat    |
| ----------- | --------------------- | ----------------------------- | ----------- |
| 1992./93.   | šesnaestina završnice | HNK Rijeka                    | 2:2, 1:2    |
|             |                       |                               |             |
| 1993./94.   | šesnaestina završnice | NK Mladost Cernik             | 3:1, 14:0   |
| 1993./94.   | osmina završnice      | NK Inker Zaprešić             | 2:3, 1:0    |
| 1993./94.   | četvrt završnica      | NK Zagreb                     | 2:2, 1:3    |
|             |                       |                               |             |
| 1994./95.   | šesnaestina završnice | NK Mladost-Regeneracija Zabok | 7:0, 8:0    |
| 1994./95.   | osmina završnice      | NK Zadar                      | 1:0, 1:0    |
| 1994./95.   | četvrt završnica      | HNK Hajduk Split              | 1:1, 0:3    |
|             |                       |                               |             |
| 1995./96.   | šesnaestina završnice | NK Karlovac                   | 2:0, 7:0    |
| 1995./96.   | osmina završnice      | NK Zagreb                     | 2:0, 1:4    |
|             |                       |                               |             |
| 1996./97.   | šesnaestina završnice | NK Napredak Velika Mlaka      | 3:2         |
| 1996./97.   | osmina završnice      | NK Osijek                     | 0:3         |
|             |                       |                               |             |
| 1997./98.   | šesnaestina završnice | NK Jadran Poreč               | 1:2         |
|             |                       |                               |             |
| 1998./99.   | šesnaestina završnice | NK Moslavina Kutina           | 3:2         |
| 1998./99.   | osmina završnice      | NK Raštane Zadar              | 4:0         |
| 1998./99.   | četvrt završnica      | NK Slaven Belupo Koprivnica   | 1:4, 0:1    |
|             |                       |                               |             |
| 1999./2000. | šesnaestina završnice | HNK Mosor Žrnovnica           | 5:6 (jed.)  |
|             |                       |                               |             |
| 2000./01.   | šesnaestina završnice | NK Sloboda Varaždin           | 2:1         |
| 2000./01.   | osmina završnice      | NK Zagreb                     | 0:2         |
|             |                       |                               |             |
| 2001./02.   | šesnaestina završnice | NK TŠK Topolovac              | 3:5         |
|             |                       |                               |             |
| 2002./03.   | šesnaestina završnice | NK TŠK Topolovac              | 0:1         |
|             |                       |                               |             |
| 2003./04.   | šesnaestina završnice | NK Zadar                      | 1:4         |
|             |                       |                               |             |
| 2005./06.   | pretkolo              | NK Bjelovar                   | 3:2         |
| 2005./06.   | šesnaestina završnice | NK Belišće                    | 1:0         |
| 2005./06.   | osmina završnice      | Hajduk Split                  | 1:2 (prod.) |
|             |                       |                               |             |
| 2006./07.   | pretkolo              | NK Vodice                     | 3:2         |
| 2006./07.   | šesnaestina završnice | NK Zadar                      | 3:1         |
| 2006./07.   | osmina završnice      | NK Konavljanin Čilipi         | 0:2         |
|             |                       |                               |             |
| 2007./08.   | pretkolo              | NK Čakovec                    | 1:0         |
| 2007./08.   | šesnaestina završnice | NK Zadar                      | 1:0         |
| 2007./08.   | osmina završnice      | HNK Rijeka                    | 3:0         |
| 2007./08.   | četvrt završnica      | NK Zagreb                     | 0:0, 2:3    |
|             |                       |                               |             |
| 2009./10.   | šesnaestina završnice | NK Nehaj Senj                 | 1:0 (prod.) |
| 2009./10.   | osmina završnice      | NK Zagreb                     | 1:3         |
|             |                       |                               |             |
| 2010./11.   | šesnaestina završnice | NK Suhopolje                  | 1:3         |
|             |                       |                               |             |
| 2011./12.   | šesnaestina završnice | RNK Split                     | 0:5         |
|             |                       |                               |             |
| 2012./13.   | šesnaestina završnice | NK Lokomotiva Zagreb          | 2:4         |
|             |                       |                               |             |
| 2013./14.   | šesnaestina završnice | NK Zadar                      | 0:2         |
|             |                       |                               |             |
| 2014./15.   | pretkolo              | NK Mladost Ždralovi           | 3:1         |
| 2014./15.   | šesnaestina završnice | RNK Split                     | 0:2         |
|             |                       |                               |             |
| 2015./16.   | pretkolo              | NK Mladost Ždralovi           | 0:1         |
|             |                       |                               |             |
| 2018./19.   | pretkolo              | NK Slavija Pleternica         | 0:1         |
|             |                       |                               |             |
| 2019./20.   | pretkolo              | NK Hrvace                     | 1:3         |
|             |                       |                               |             |
| 2020./21.   | pretkolo              | NK Croatia Zmijavci           | 3:4         |

## Poznati igrači
| - Stjepan Lamza - Marko Mlinarić - Tomislav Piplica - Mladen Munjaković - Mladen Bartolović - Silvio Marić - Branko Ivanković - Ivan Pudar - Stjepan Čordaš |  | - Srećko Bogdan - Fuad Šašivarević - Vladimir Petrović - Hari Vukas - Alen Peternac - Anto Petrović - Vjeran Simunić - Ivan Tomičić - Ivo Šeparović |  | - Zlatko Škorić - Željko Cupan - Ivan Medarić - Tomislav Prosen - Ivan Cvjetković - Ivica Vidović |

## Treneri
- Vladimir Vinek, 1927.
- Sergej Mamajev, 1928.
- Ante Saller, 1929. – 1933.
- Ivan Medarić, 1935.
- Josip Maričević, 1965.
- Branko Knez, 1965. – 1966.
- Pero Pavičić, 1966.
- Josip Maričević, 1967.
- Ivan Varga, 1967. – 1968.
- Pero Pavičić, 1968. – 1969.
- Josip Maričević, 1970. – 1971.
- Domagoj Kapetanović, 1971. – 1972.
- Franjo Pazmanj, 1972. – 1973.
- Željko Budeša, 1973. – 1974.
- Josip Maričević, 1974. – 1975.
- Stjepan Gregec, 1975. – 1976.
- Jeronim Perković, 1977. – 1978.
- Domagoj Kapetanović, 1979.
- Marijan Jantoljak, 1979. – 1980.
- Husein Bobić, 1980. – 1984.
- Zdenko Rastovčan, 1984.
- Nikola Vuksanović, 1984. – 1985.
- Marijan Vlak, 1986.
- Mario Knežević, 1986.
- Josip Šprajc, 1987. – 1988.
- Marijan Vlak, 1988.
- Josip Šprajc, 1992. – 1993.
- Zlatko Kranjčar, 1993. – 1994.
- Milivoj Bračun, 1994. – 1995.
- Branko Ivanković, 1995. – 1996.
- Ivica Vidović, 1996. – 1997.
- Zlatko Kranjčar, 1997.

## Predsjednici
- Ivo Stipčić, 1906. – 1938.
- Filip Crvenković, 1938. – 1941.
- Marijan Srnec, 1941.
- Zvonimir Škrnjug, 1942. – 1945.
- Srećko Steinburg, 1945. – 1956.
- Krešo Mihaljević, 1956. – 1962.
- Milan Rimaj, 1964. – 1965.
- Vinko Čipković-Gičić, 1966. – 1967.
- Milan Đukić-Grbe, 1968. – 1969.
- Mato Friganović, 1970. – 1972.
- Dragan Božić, 1972. – 1979.
- Miroslav Matić, 1980. – 1981.
- Vladimir Bručić, 1981.
- Stjepan Skrbin, 1982.
- Dubravko Kahler, 1982.
- Željko Sabljić, 1983. – 1987.
- Ante Lovas, 1987. – 1992.
- Branko Poljak, 1992. – 1996.
- Josip Brajković, 1996.

## Vanjske poveznice
- Službena stranica HNK Segesta
- Profil, HNS Semafor